# れ
れ en hiragana ou レ en katakana sont deux kanas, caractères japonais qui représentent la même more. Ils sont prononcés /ɺe/ et occupent la 42e place de leur syllabaire respectif, entre る et ろ.

## Origine
L'hiragana れ et le katakana レ proviennent, via les man'yōgana, du kanji 礼.

## Romanisation
Selon les systèmes de romanisation Hepburn, Kunrei et Nihon, れ et レ se romanisent en « re ».

## Tracé
L'hiragana れ s'écrit en deux traits.
1. Trait vertical.

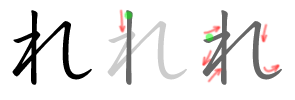
Ordre des traits pour れ

2. Trait débutant horizontalement, coupant le premier dans son tiers supérieur, puis rebroussant chemin diagonalement, changeant de direction pour former un arc vers la droite se terminant lui-même par un arc de courbure inverse.

Le katakana レ s'écrit en un seul trait.

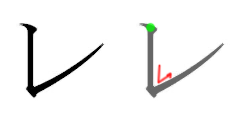
Ordre des traits pour レ

1. Trait débutant verticalement et repartant diagonalement vers la droite à la fin.

Le graphie de れ ressemble à celle de ね.

## Représentation informatique
- Unicode[1],[2] :
  - れ : U+308C
  - レ : U+30EC